# Rajd Argentyny 1989
Rajd Argentyny 1989 (9. Rally Argentina) – 9 Rajd Argentyny, rozgrywany w Argentynie w dniach 1-5 sierpnia. Była to ósma runda Rajdowych Mistrzostw Świata w roku 1989. Rajd został rozegrany na szutrze.

## Zwycięzcy odcinków specjalnych[1]
| Etap | Data       | OS | Godzina | Nazwa                                      | Długość  | Zwycięzca                   | Czas  | Śred. pręd  | Lider rajdu     |
| ---- | ---------- | -- | ------- | ------------------------------------------ | -------- | --------------------------- | ----- | ----------- | --------------- |
| 1    | 2 sierpnia | 1  | b.d.    | Hipodromo Argentina                        | 3,07 km  | Jorge Recalde               | 2:26  | 75,70 km/h  | Jorge Recalde   |
| 1    | 2 sierpnia | 2  | b.d.    | Villa Carlos Paz – Cavalango               | 8,58 km  | Alex Fiorio                 | 7:08  | 72,17 km/h  | Alex Fiorio     |
| 1    | 2 sierpnia | 3  | b.d.    | Tanti – Cosquin                            | 21,04 km | Mikael Ericsson             | 11:50 | 106,68 km/h | Jorge Recalde   |
| 1    | 2 sierpnia | 4  | b.d.    | Cerro Pan de Azucar – Va Allende           | 19,49 km | Mikael Ericsson             | 14:47 | 79,10 km/h  | Jorge Recalde   |
| 1    | 2 sierpnia | 5  | b.d.    | Fio Caballos – La Falda                    | 24,31 km | Jorge Recalde               | 19:58 | 73,05 km/h  | Jorge Recalde   |
|      |            |    |         |                                            |          |                             |       |             | Jorge Recalde   |
| 2    | 3 sierpnia | 6  | b.d.    | Camping General San Martin                 | 2,76 km  | Alex Fiorio Mikael Ericsson | 2:40  | 62,10 km/h  | Jorge Recalde   |
| 2    | 3 sierpnia | 7  | b.d.    | Los Mataderos – Cuchilla Nevada            | 21,37 km | Alex Fiorio                 | 12:48 | 100,17 km/h | Mikael Ericsson |
| 2    | 3 sierpnia | 8  | b.d.    | El Paraiso – Taninga                       | 29,67 km | Alex Fiorio                 | 19:33 | 71,79 km/h  | Alex Fiorio     |
| 2    | 3 sierpnia | 9  | b.d.    | Chamico – Ambul                            | 23,73 km | Jorge Recalde               | 19:51 | 71,73 km/h  | Jorge Recalde   |
| 2    | 3 sierpnia | 10 | b.d.    | Ambul – Las Maravillas                     | 25,46 km | Jorge Recalde               | 13:49 | 110,56 km/h | Jorge Recalde   |
| 2    | 3 sierpnia | 11 | b.d.    | Villa Las Rosas – Pueblito                 | 13,32 km | Alex Fiorio                 | 9:31  | 83,98 km/h  | Jorge Recalde   |
| 2    | 3 sierpnia | 12 | b.d.    | Questa de la Gruta – Cienaga de Allende    | 23,77 km | Mikael Ericsson             | 13:04 | 109,15 km/h | Jorge Recalde   |
| 2    | 3 sierpnia | 13 | b.d.    | Mina Clavero – Giulio Cesare               | 22,26 km | Jorge Recalde               | 19:25 | 68,79 km/h  | Jorge Recalde   |
| 2    | 3 sierpnia | 14 | b.d.    | El Condor – Emp Ruta Nueva                 | 16,87 km | Jorge Recalde               | 14:56 | 67,78 km/h  | Jorge Recalde   |
|      |            |    |         |                                            |          |                             |       |             | Jorge Recalde   |
| 3    | 4 sierpnia | 15 | b.d.    | El Manzano – Bifurcacion a la Cumbre       | 30,11 km | Mikael Ericsson             | 29:51 | 60,52 km/h  | Jorge Recalde   |
| 3    | 4 sierpnia | 16 | b.d.    | Bifurcacion a la Cumbre – Ascochinga       | 28,41 km | Alex Fiorio                 | 19:54 | 85,66 km/h  | Jorge Recalde   |
| 3    | 4 sierpnia | 17 | b.d.    | Estancia el Alamo – Ascochinga             | 18,17 km | Alex Fiorio                 | 9:16  | 117,65 km/h | Jorge Recalde   |
| 3    | 4 sierpnia | 18 | b.d.    | Ascochinga – San Pellegrino                | 28,83 km | Mikael Ericsson             | 21:04 | 82,11 km/h  | Jorge Recalde   |
| 3    | 4 sierpnia | 19 | b.d.    | Todos Los Santos – Charbonier              | 28,06 km | Mikael Ericsson             | 17:03 | 98,74 km/h  | Mikael Ericsson |
| 3    | 4 sierpnia | 20 | b.d.    | Capilla del Monte – San Marcos Sierra      | 20,35 km | Alex Fiorio                 | 16:02 | 76,15 km/h  | Mikael Ericsson |
| 3    | 4 sierpnia | 21 | b.d.    | San Marcos Sierra – Cuchi Corral           | 18,54 km | Mikael Ericsson             | 20:22 | 84,08 km/h  | Mikael Ericsson |
| 3    | 4 sierpnia | 22 | b.d.    | Con Pan de Azucar – Villa Allende          | 19,49 km | Alex Fiorio                 | 14:38 | 79,91 km/h  | Mikael Ericsson |
| 3    | 4 sierpnia | 23 | b.d.    | Camping Graf San Martin                    | 2,76 km  | Jorge Recalde               | 2:40  | 62,10 km/h  | Mikael Ericsson |
|      |            |    |         |                                            |          |                             |       |             | Mikael Ericsson |
| 4    | 5 sierpnia | 24 | b.d.    | José de la Quintana – Villa Ciudad America | 11,23 km | Mikael Ericsson             | 8:48  | 76,57 km/h  | Mikael Ericsson |
| 4    | 5 sierpnia | 25 | b.d.    | Santa Rosas de Calamuchita – San Agustin   | 25,53 km | Mikael Ericsson             | 16:56 | 90,46 km/h  | Mikael Ericsson |
| 4    | 5 sierpnia | 26 | b.d.    | Las Bajadas – Villa del Dique              | 19,71 km | Jorge Recalde               | 11:50 | 99,94 km/h  | Mikael Ericsson |
| 4    | 5 sierpnia | 27 | b.d.    | Amboy – Bifurcacion y Yacanto Calamuchita  | 22,22 km | Alex Fiorio                 | 14:27 | 92,26 km/h  | Mikael Ericsson |
| 4    | 5 sierpnia | 28 | b.d.    | Atum Pampa – Santa Rosa de Calamuchita     | 17,68 km | Alex Fiorio                 | 12:08 | 87,43 km/h  | Mikael Ericsson |
| 4    | 5 sierpnia | 29 | b.d.    | Potrero de Faray – Rio de la Suela         | 28,03 km | Jorge Recalde               | 16:56 | 99,32 km/h  | Mikael Ericsson |
| 4    | 5 sierpnia | 30 | b.d.    | Bosque Alegre – Falda del Carmen           | 13,75 km | Jorge Recalde               | 9:27  | 87,30 km/h  | Mikael Ericsson |

| Zwycięzcy OS-ów | Zwycięzcy OS-ów |
| Kierowca        | Ilość           |
| --------------- | --------------- |
| Alex Fiorio     | 11              |
| Mikael Ericsson | 10              |
| Jorge Recalde   | 10              |

## Wyniki końcowe rajdu[2]
| Msc.                   | Kierowca               | Pilot                  | Samochód               | Czas                   | Strata                 | Grupa                  | Punkty                 |
| Klasyfikacja generalna | Klasyfikacja generalna | Klasyfikacja generalna | Klasyfikacja generalna | Klasyfikacja generalna | Klasyfikacja generalna | Klasyfikacja generalna | Klasyfikacja generalna |
| ---------------------- | ---------------------- | ---------------------- | ---------------------- | ---------------------- | ---------------------- | ---------------------- | ---------------------- |
| 1                      | Mikael Ericsson        | Claes Billstam         | Lancia Delta Integrale | 7:06.00                | 0.0                    | A8                     | 20                     |
| 2.                     | Alex Fiorio            | Luigi Pirollo          | Lancia Delta Integrale | 7:08.26                | +2.26                  | A8                     | 15                     |
| 3.                     | Jorge Recalde          | Jorge del Buono        | Lancia Delta Integrale | 7:19.42                | +13.42                 | A8                     | 12                     |
| 4.                     | Georg Fischer          | Thomas Zeltner         | Audi 200 Quattro       | 7:42.10                | +36.10                 | A8                     | 10                     |
| 5.                     | Ernesto Soto           | Martin Christie        | Renault 18 GTX         | 7:48.15                | +42.15                 | A7                     | 8                      |
| 6.                     | Fernando Stella        | Edgardo Gait           | Renault 18 GTX         | 7:56.42                | +50.42                 | A7                     | 6                      |
| 7.                     | Gustavo Trelles        | Ricardo Ivetich        | Lancia Delta Integrale | 7:59.01                | +53.01                 | N4                     | 4                      |
| 8.                     | Juan María Traverso    | Rubén Valentini        | Renault 18 GTX         | 7:59.55                | +53.55                 | A7                     | 3                      |
| 9.                     | Jorge Bescham          | José García            | Fiat Regata 85         | 8:11.28                | +1:05.28               | A7                     | 2                      |
| 10.                    | Edio Fuchter           | Ricardo Costa          | Volkswagen Gol 1.6     | 8:21.22                | +1:15.22               | A6                     | 1                      |

## Klasyfikacja po 8 rundach
Tabele przedstawiają tylko pięć pierwszych miejsc.

### Kierowcy
| Lp. | Kierowca        | Pkt |
| --- | --------------- | --- |
| 1   | Miki Biasion    | 80  |
| 2   | Didier Auriol   | 50  |
| 3   | Ingvar Carlsson | 40  |
| 4   | Alex Fiorio     | 40  |
| 5   | Mikael Ericsson | 30  |

### Producenci
| Lp. | Producent | Pkt |
| --- | --------- | --- |
| 1   | Lancia    | 120 |
| 2   | Audi      | 37  |
| 3   | Toyota    | 36  |
| 4   | BMW       | 31  |
| 5   | Mazda     | 24  |